# 魏牌
魏牌是中国汽车制造商长城汽车旗下的汽车品牌。该品牌于2016年推出 ，专注于基于哈弗车型的高端跨界休旅车和SUV。

## 历史
魏牌的名称源自长城汽车董事长魏建军的姓氏。
2022年底，该制造商宣布进入德国，随后进入法国。

## 产品

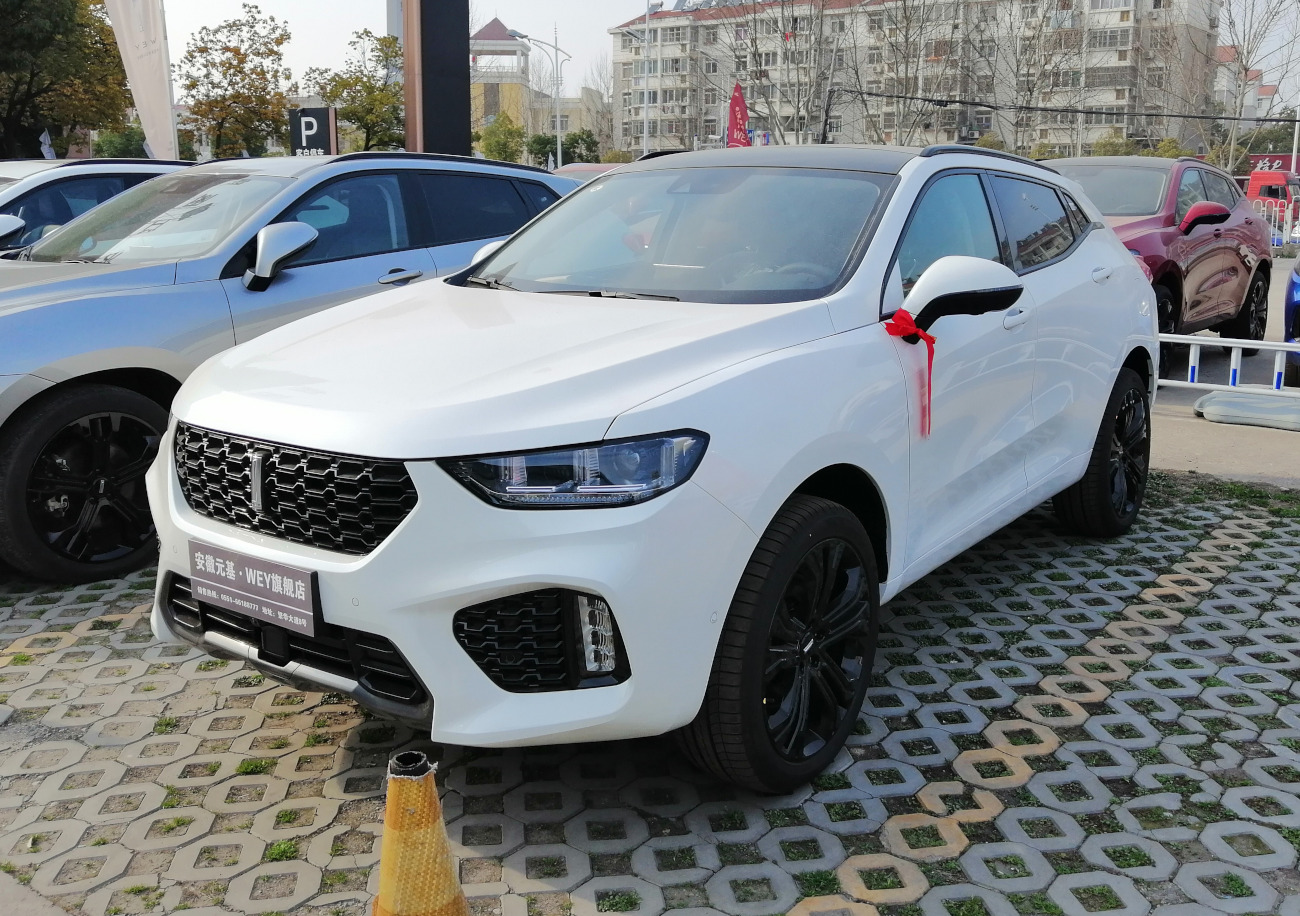
魏牌VV5
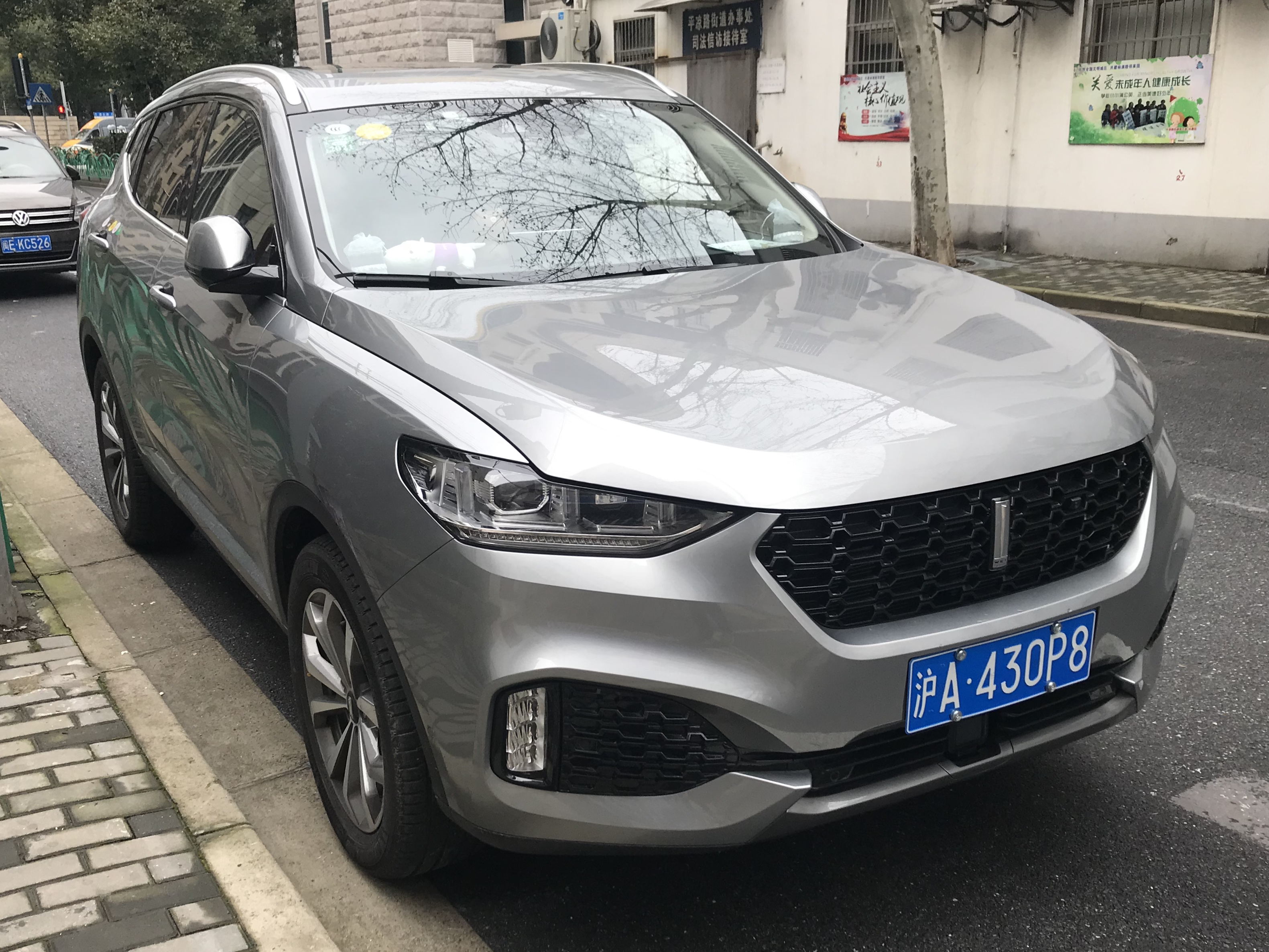
魏牌VV6
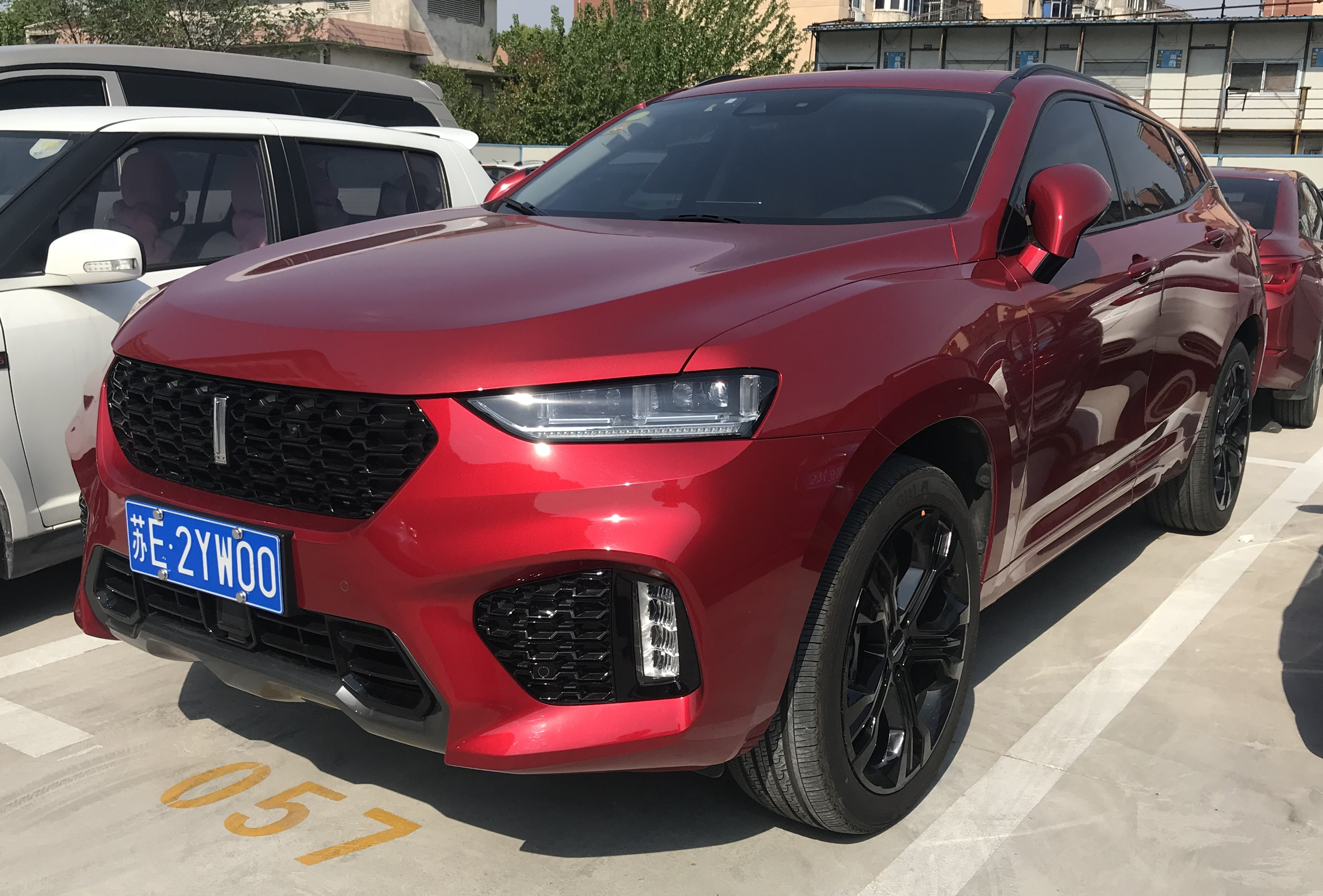
魏牌VV7
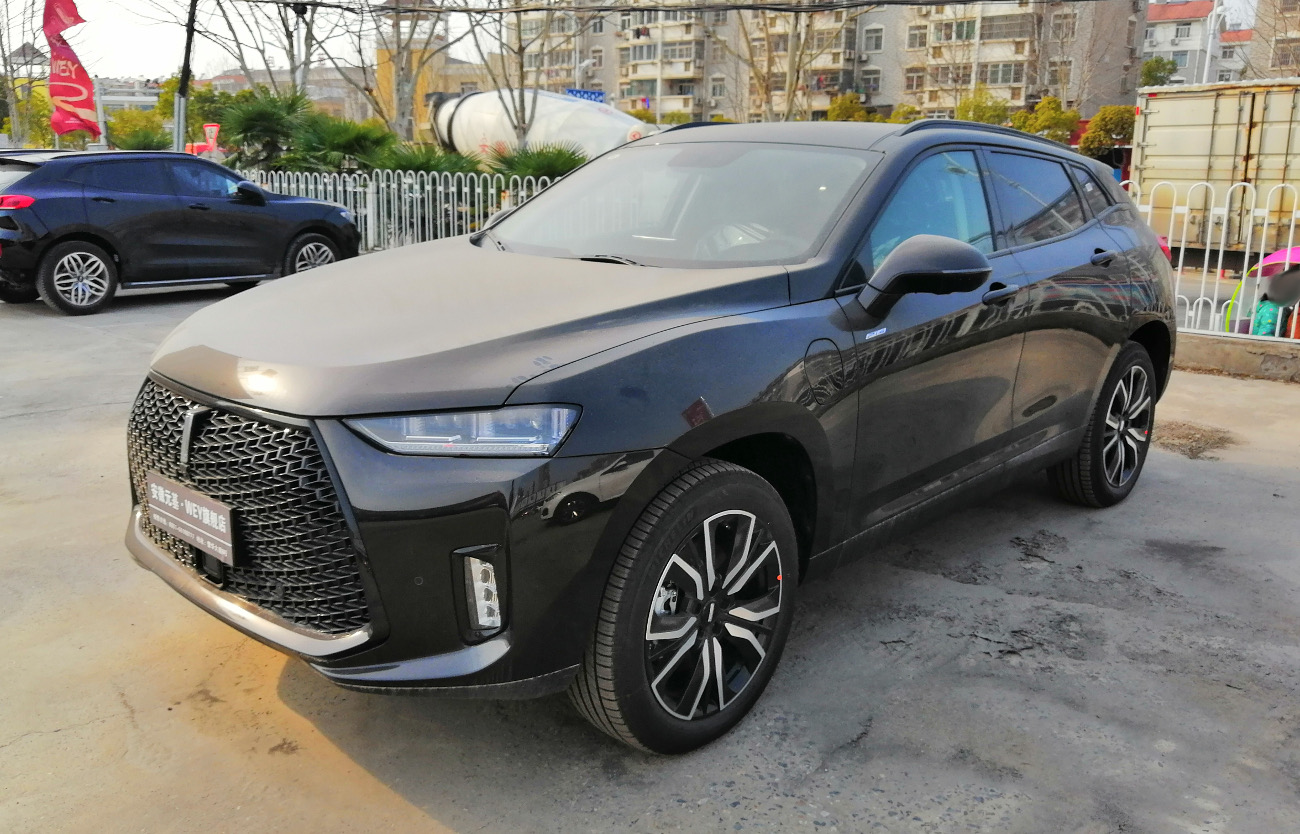
魏牌P8
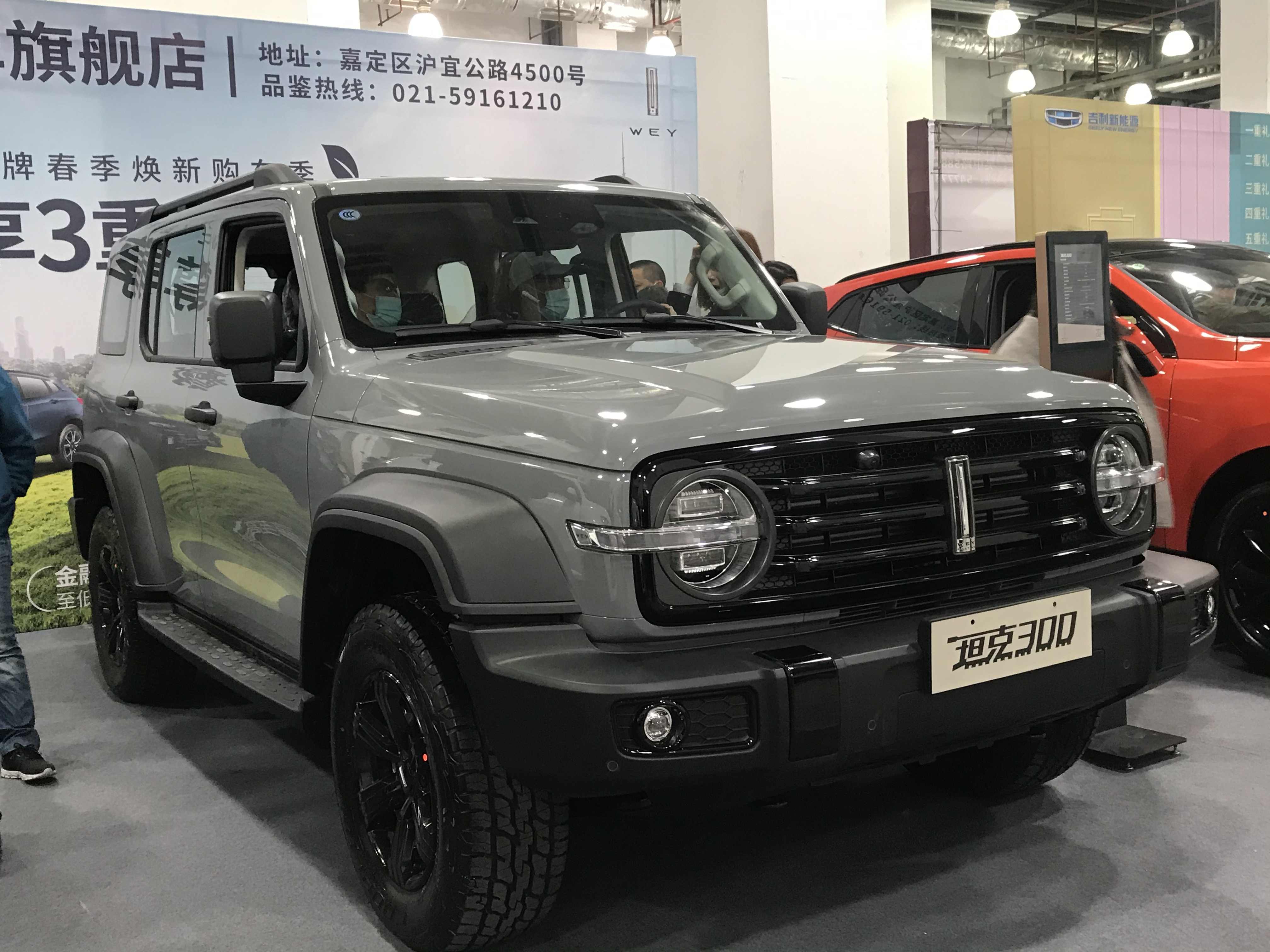
魏牌坦克300
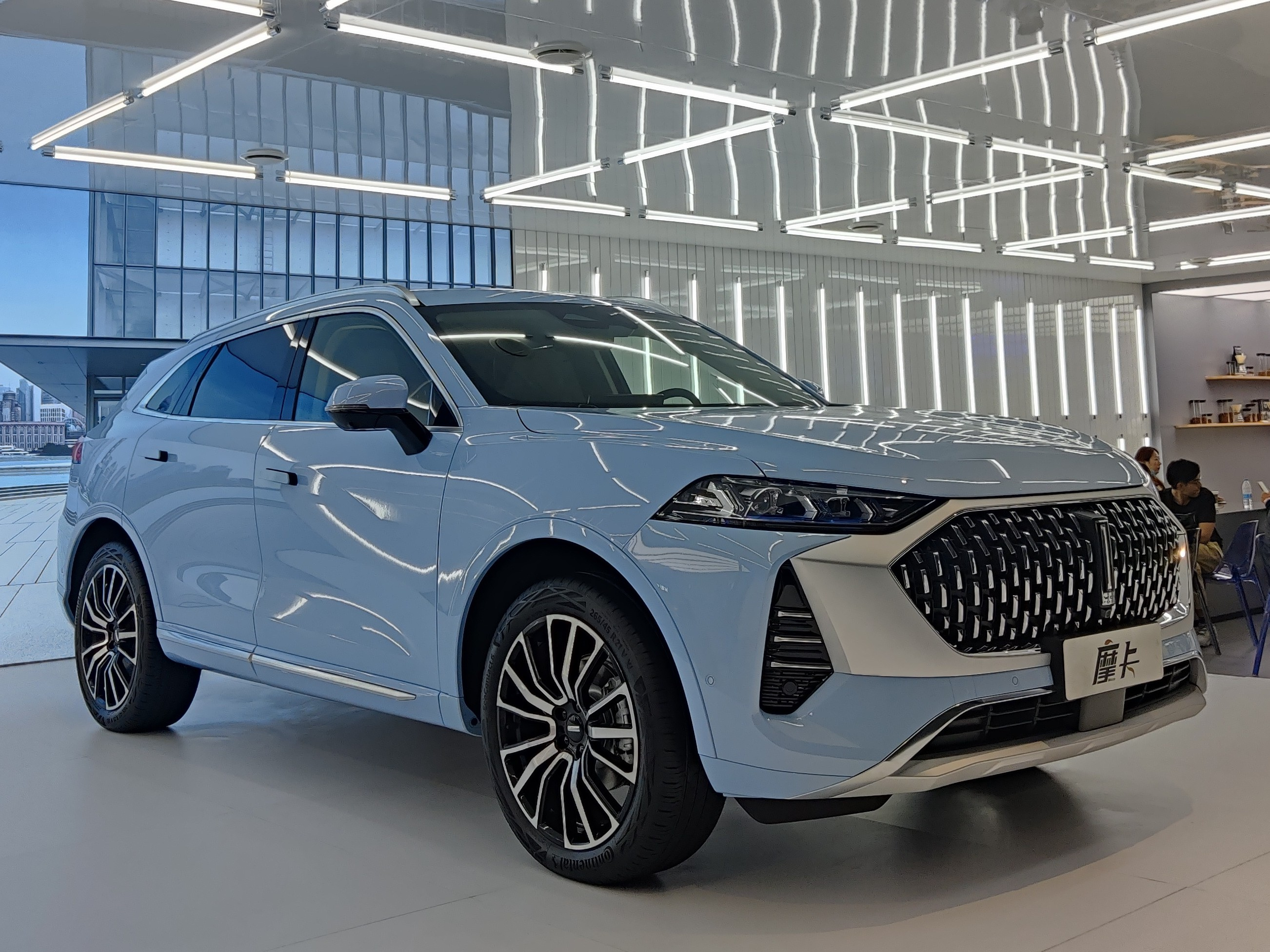
魏牌摩卡
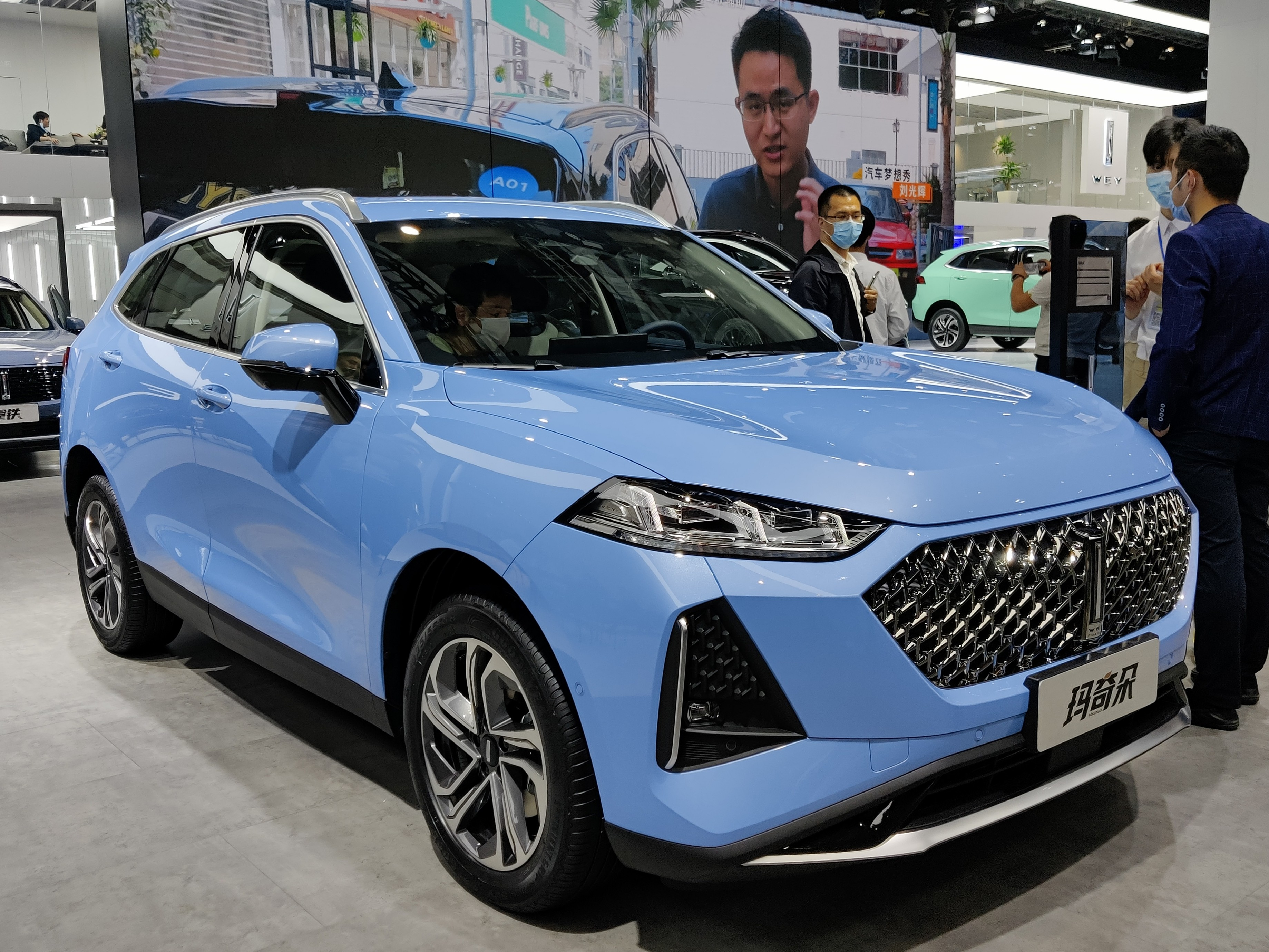
魏牌玛奇朵
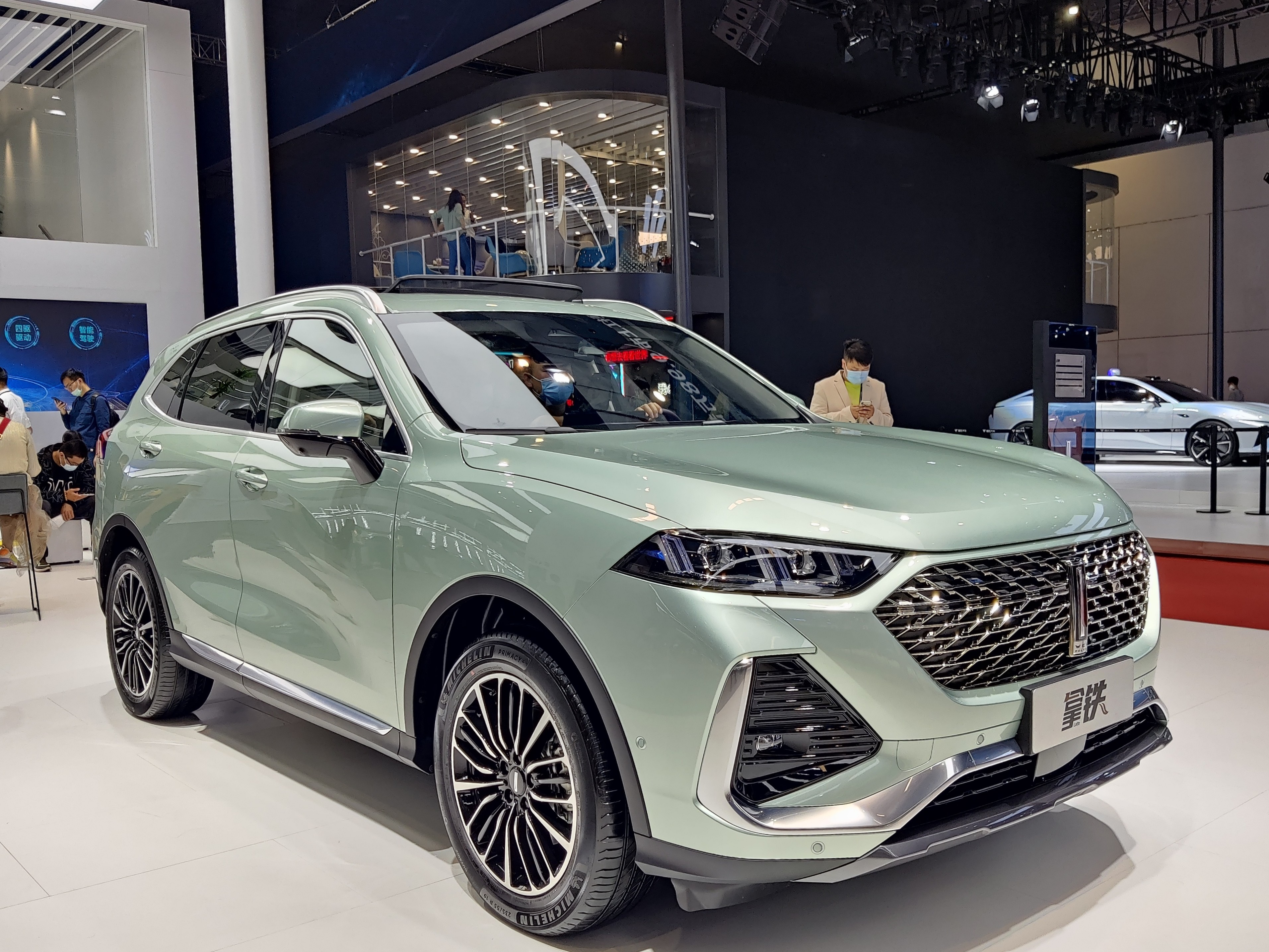
魏牌拿铁
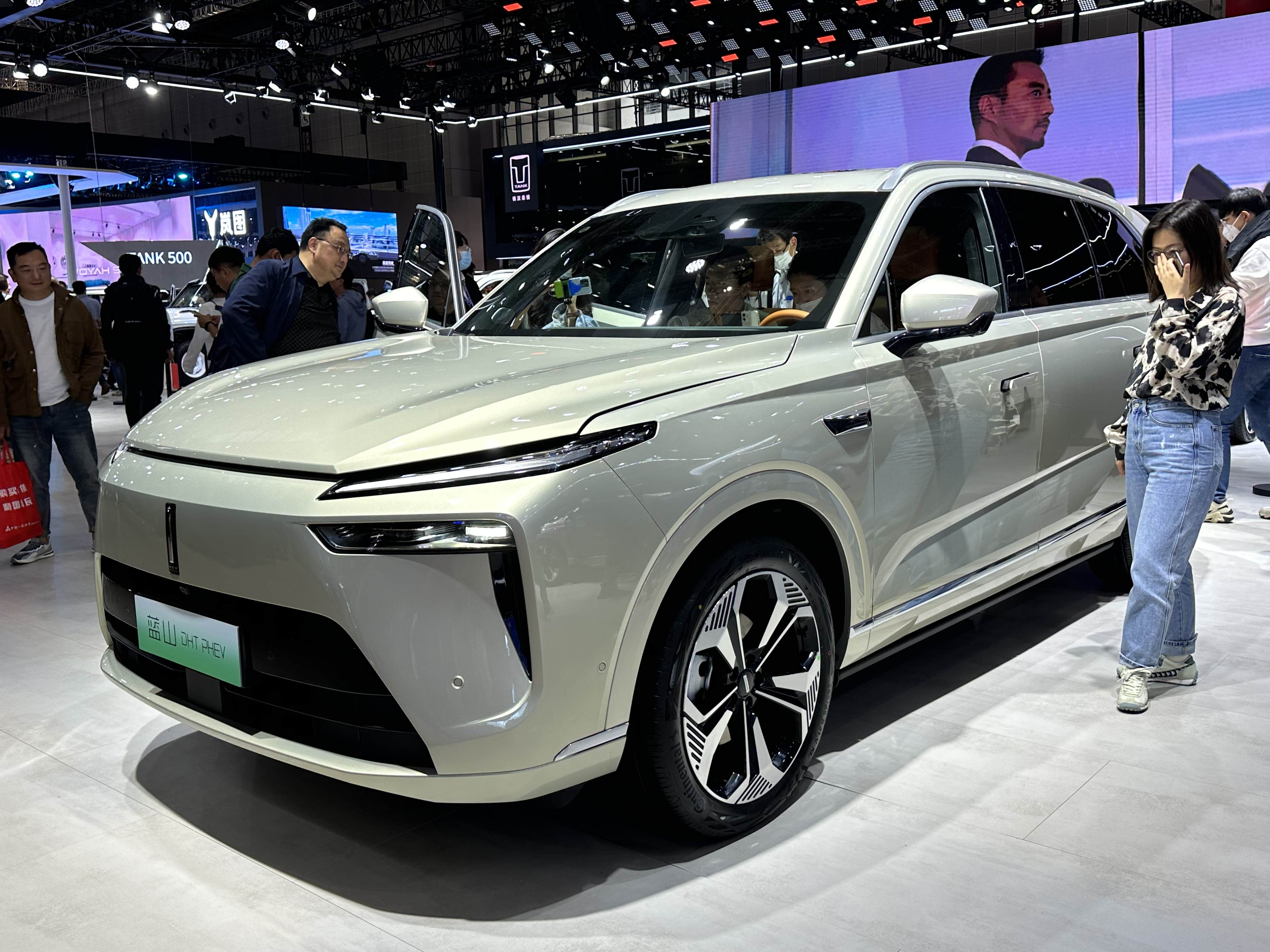
魏牌蓝山
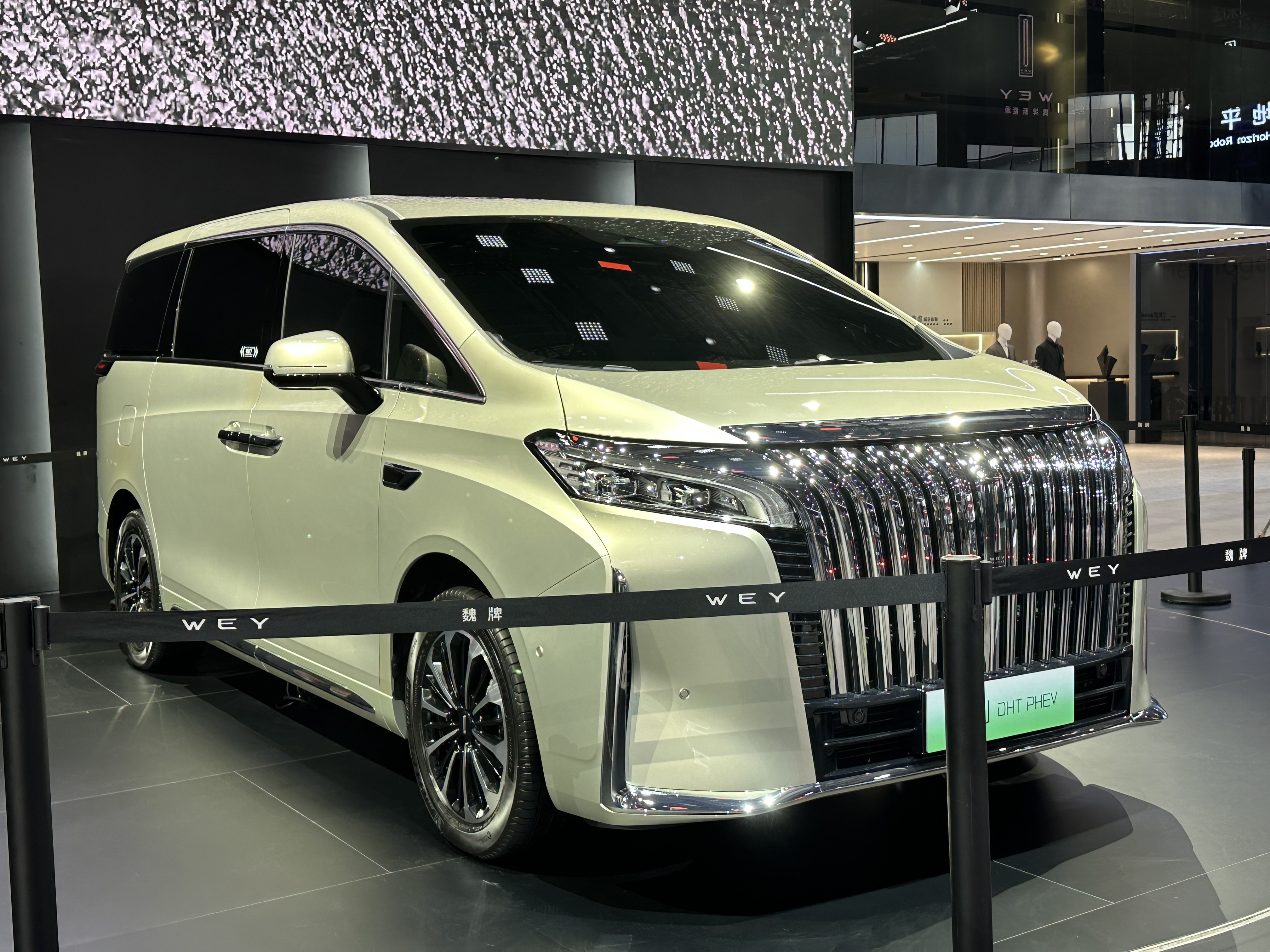
魏牌高山